# Okres Trebišov
Trebišov ist ein Okres in der Ostslowakei mit 104.460 Einwohnern (2004, 2001 waren es 103.779, davon 67200 (64,8 %) slowakisch, 30.425 (29,3 %) ungarisch, 4.616 (4,4 %) Roma) und einer Fläche von 1.074 km².
Historisch gesehen liegt der Bezirk fast vollständig im ehemaligen Komitat Semplin, ein kleiner Teil mit südöstlich der Gemeinde Veľké Trakany gehört zum ehemaligen Komitat Szabolcs (siehe auch Liste der historischen Komitate Ungarns).

## Bevölkerung
| Jahr                | 1994    | 2004    | 2014    | 2024    |
| ------------------- | ------- | ------- | ------- | ------- |
| Anzahl der Personen | 101.369 | 104.460 | 105.995 | 102.907 |
| Unterschied         |         | +3,04 % | +1,46 % | −2,91 % |

| Jahr                | 2023    | 2024    |
| ------------------- | ------- | ------- |
| Anzahl der Personen | 103.002 | 102.907 |
| Unterschied         |         | −0,09 % |

## Städte
- Čierna nad Tisou
- Kráľovský Chlmec
- Sečovce
- Trebišov (Trebischau)

## Gemeinden
| - Bačka - Bačkov - Bara - Biel - Boľ (Boltsch) - Borša - Boťany - Brehov - Brezina - Byšta - Cejkov - Čeľovce - Čerhov - Černochov - Čierna - Dargov - Dobrá - Dvorianky - Egreš - Hraň - Hrčeľ - Hriadky - Kašov - Kazimír - Klin nad Bodrogom - Kožuchov | - Kravany - Kuzmice - Kysta - Ladmovce - Lastovce - Leles - Luhyňa - Malá Tŕňa - Malé Ozorovce - Malé Trakany - Malý Horeš - Malý Kamenec - Michaľany - Nižný Žipov - Novosad - Nový Ruskov - Parchovany - Plechotice - Poľany - Pribeník - Rad - Sirník - Slivník - Slovenské Nové Mesto - Soľnička - Somotor | - Stanča - Stankovce - Strážne - Streda nad Bodrogom - Svätá Mária - Svätuše - Svinice - Trnávka - Veľaty - Veľká Tŕňa - Veľké Ozorovce - Veľké Trakany - Veľký Horeš - Veľký Kamenec - Viničky - Višňov - Vojčice - Vojka - Zatín - Zbehňov - Zemplín (Semplin) - Zemplínska Nová Ves - Zemplínska Teplica - Zemplínske Hradište - Zemplínske Jastrabie - Zemplínsky Branč |

Das Bezirksamt ist in Trebišov, Zweigstellen existieren in Kráľovský Chlmec und Sečovce.

## Kultur
In dem Artikel Denkmalgeschützte Objekte im Okres Trebišov findet man Informationen über die vom slowakischen Denkmalamt geschützten Objekte im Okres.